# بليتش (الموسم 2)
مجتمع الأرواح: بداية التسلل (尸魂界・潜入篇 سورو سوسايتي سِنِّيو هِن) هو الموسم الثاني من أنمي بليتش، ويحتوي على 21 حلقة. قام بإخراج الموسم نوريوكي أبيه وأنتجه تلفاز طوكيو و‌دنستو و‌إستديو بيرو. الموسم مقتبس من مانغا بنفس الاسم للمؤلف تايت كوبو. يحكي الموسم عن رحلة إيتشيغو كوروساكي وأصدقائه إلى مجتمع الأرواح لإنقاذ الشينيغامي روكيا كوتشيكي من تنفيذ حكم الإعدام الوشيك بها. أُذيع الموسم في اليابان ابتداءً من 15 فبراير 2005 وحتى 19 يوليو من نفس العام. أصدرت أنيبلكس 5 تجميعات دي في دي، كل تجميعة تحتوي 4 حلقات من الموسم ابتداءً من 27 يوليو 2005 وحتى 23 نوفمبر 2005.
يحتوي الموسم على 5 شارات موسيقية: شارتا بداية و3 شارات نهاية. شارة البداية لأول 5 حلقات هي «النجمة» (Asterisk) من أداء أورانج رينج؛ البقية تستخدم «دي-تكنولايف» (D-tecnoLife) من أداء أوفرورلد. شارة النهاية الأولى هي «شكرًا لك!!» (Thank You!!) من أداء هوم ميد كازوكو، لتحل محلها "الشهاب" (ほうき星 هوكيبوشي)، وحل محلها «أشخاص سعداء» (HappyPeople) من أداء سكوب أون سمبادي.

## قائمة الحلقات
| الرقم | عنوان الحلقة                                                    | فصول المانغا | تاريخ العرض الأصلي |
| ----- | --------------------------------------------------------------- | ------------ | ------------------ |
| 21    | «الدخول! عالم الشينيغامي» (突入！死神の世界)                    | 71-74        | 1 مارس 2005        |
| 22    | «الرجل الذي يكره الشينيغامي» (死神を憎む男)                     | 75-77        | 8 مارس 2005        |
| 23    | «عقوبة روكيا، قبل اليوم الرابع عشر» (ルキア処刑、14日前)        | 78-79        | 15 مارس 2005       |
| 24    | «التجمع! الثلاثة عشرة فرقة» (結集！護廷13隊)                    | 80-82        | 22 مارس 2005       |
| 25    | «التسلل إلى المركز بواسطة قنبلة عملاقة؟» (巨大砲弾で中央突破？) | 83-85        | 29 مارس 2005       |
| 26    | «التشكيل! الثنائي الأسوأ» (結成！最悪のタッグ)                  | 85-87        | 5 أبريل 2005       |
| 27    | «إطلاق الضربة المميتة!» (必殺の一撃を放て！)                    | 88-89        | 12 أبريل 2005      |
| 28    | «أوريهيمي أصبحت مستهدفة» (狙われた織姫)                         | 89-91        | 19 أبريل 2005      |
| 29    | «اختراق! شبكة الشينيغامي الشاملة» (突破せよ！死神包囲網)        | 92-93        | 26 أبريل 2005      |
| 30    | «مواجهة رينجي» (立ちはだかる恋次)                               | 94-95        | 3 مايو 2005        |
| 31    | «قرار القتل» (斬る為の覚悟)                                     | 96-97        | 10 مايو 2005       |
| 32    | «النجوم والضال» (星と野良犬)                                    | 98           | 17 مايو 2005       |
| 33    | «معجزة! البطل الجديد الغامض» (奇跡！謎の新ヒーロー)             | 88.5         | 24 مايو 2005       |
| 34    | «مأساة الفجر» (夜明けの惨劇)                                    | 99-100       | 31 مايو 2005       |
| 35    | «اغتيال آيزن! الظلام الذي يقترب» (藍染暗殺！忍び寄る闇)         | 101-102      | 7 يونيو 2005       |
| 36    | «اقتراب زاراكي كينباتشي» (更木剣八、迫る！)                     | 103-104      | 14 يونيو 2005      |
| 37    | «سبب القبضة» (拳の理由)                                         | 105-107      | 21 يونيو 2005      |
| 38    | «اليأس! زانغيتسو المكسور» (絶体絶命！折られた斬月)              | 108-110      | 28 يونيو 2005      |
| 39    | «الرجل الخالد» (不死身の男)                                     | 110-113      | 5 يوليو 2005       |
| 40    | «الشينيغامي الذي قابله غانجو» (ガンジュの見た死神)              | 114-115      | 12 يوليو 2005      |
| 41    | «جمع الشمل، إيتشيغو وروكيا» (再会、一護とルキア)                | 116-117      | 19 يوليو 2005      |

## إصدارات منزلية
| المجلد | تاريخ الإصدار  | الحلقات | مرجع   |
| ------ | -------------- | ------- | ------ |
| 1      | 27 يوليو 2005  | 21–24   | [ 4 ]  |
| 2      | 24 أغسطس 2005  | 25–28   | [ 10 ] |
| 3      | 28 سبتمبر 2005 | 29–32   | [ 11 ] |
| 4      | 26 أكتوبر 2005 | 33–36   | [ 12 ] |
| 5      | 23 نوفمبر 2005 | 37–41   | [ 5 ]  |